# آغاوناوانك
آغاوناوانك (بالإنجليزية: Aghavnavank)‏ هي municipality of Armenia تقع في أرمينيا في محافظة تاووش. يقدر عدد سكانها بـ 282 نسمة .